# زیبای روز
زیبای روز (به فرانسوی: Belle de jour) فیلمی فرانسوی به کارگردانی لوئیس بونوئل و با بازی کاترین دنو است. داستان فیلم ماجرای زنی‌ست که تصمیم می‌گیرد دور از چشم همسرش در روسپی‌خانه‌ای به کار کردن بپردازد. بونوئل این فیلم را در سال ۱۹۶۷ برپایه‌ رمان سال ۱۹۲۰ ژوزف کسل ساخت. مارتین اسکورسیزی کارگردان آمریکایی در سال ۲۰۰۲ نسخه‌ای از این فیلم را بر روی دی‌وی‌دی منتشر کرد.

## داستان فیلم
«سورین» (کاترین دنو) زن جوانی است که به‌رغم علاقه به شوهرش، «پیر» (سورل)، بعدازظهرها در یک روسپی‌خانه کار می‌کند. تا این‌که یکی از مراجعان خانه، خلافکار جوانی به نام «مارسل» (پیر کلمانتی)، به او دل می‌بندد. زمانی‌که «سورین» از همراهی با خلافکار خودداری می‌کند، او نیز «پیر» را مورد اصابت گلوله قرار می‌دهد...